# Первоцвет богов
Первоцвет богов или примула богов (лат. Primula deorum)— вид двудольных растений рода Первоцвет (Primula) семейства Первоцветные (Primulaceae). Растение впервые описано чешским ботаником Йозефом Веленовским в 1890 году. Ледниковый реликт.
Синонимичное название — Auricula-ursi deorum (Velen.) Soják.

## Распространение, описание
Эндемик Болгарии, распространённый на участках горных массивов Витоша (горы Голям-Резен и Черни-Врых) и Рила, на высоте 1900—2800 м.
Многолетнее травянистое растение с длинным горизонтальным или наклонным корневищем. Стебель прямостоячий, высотой до 39 см, зелёного или фиолетового цвета. Листья ланцетной формы, мясистые. Соцветие — зонтик, несущий 2—22 цветка тёмно-фиолетового цвета, трубчатой формы. Плод — коробочка.
Населяет влажные места; встречается вдоль ручьёв, озёр, болот.

## Замечания по охране
Внесён в Красную книгу Болгарии как уязвимый вид. Находится под особой охраной со стороны местного правительства. Основной угрозой для существования вида считается изменение природных условий, вызванных засухой и сходом лавин. Деятельность туристов на участках произрастания также оказывает негативное влияние на растение.